# Traian Vuia

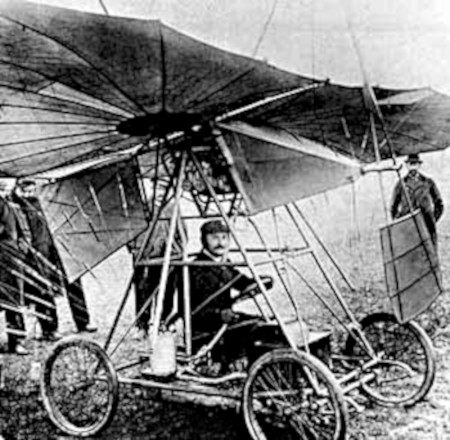
Traian Vuia junto a su máquina voladora (18 de marzo de 1906).

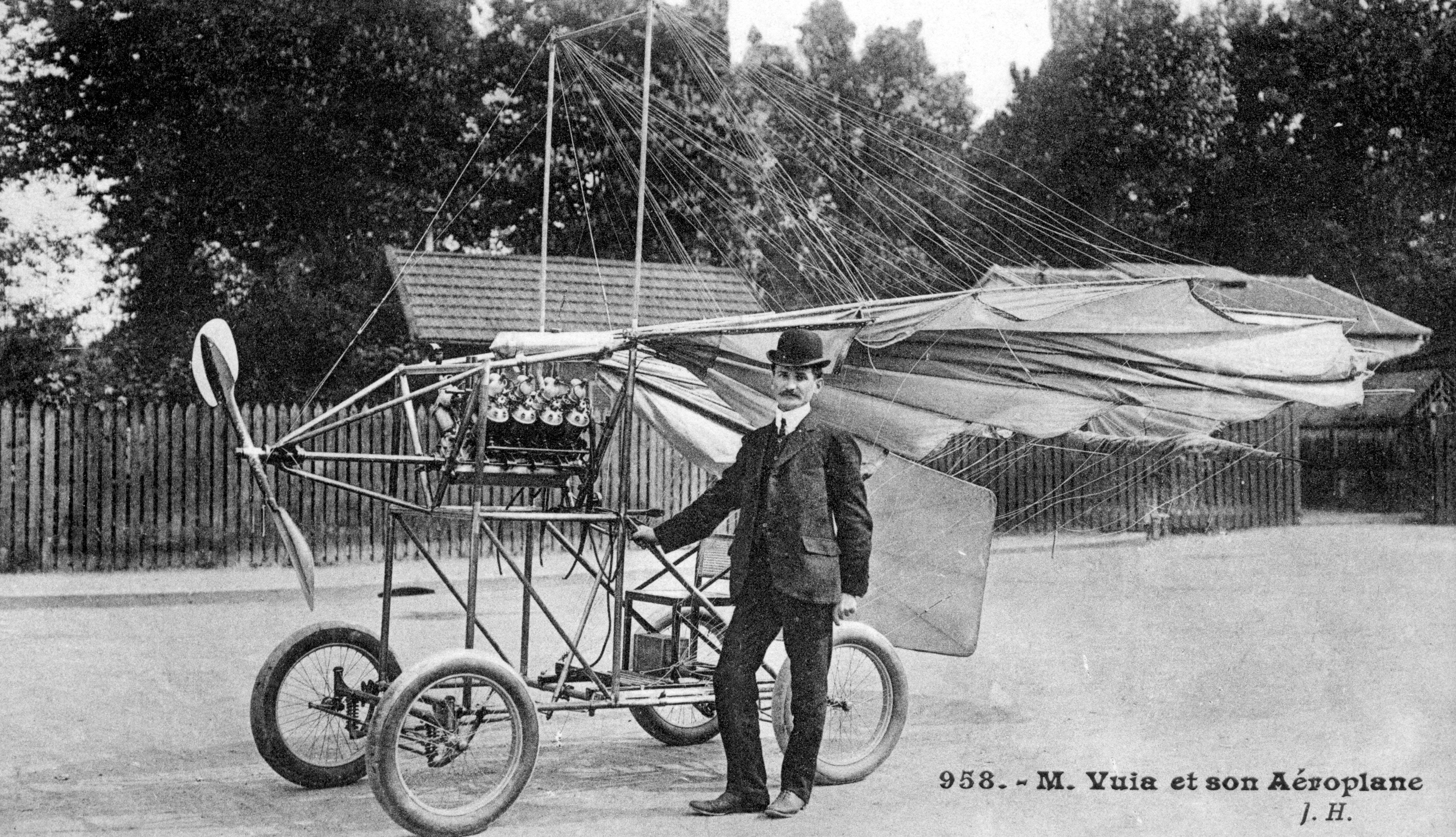
Una postal de principios de siglo que muestra a Traian Vuia con uno de sus aeroplanos.

Traian Vuia (Surducu Mic, Timiş Imperio austrohúngaro, actual Rumanía), 17 de agosto de 1872 - Bucarest (Rumanía), 3 de septiembre de 1950) fue un inventor rumano que diseñó, construyó y logró hacer volar el primer avión autopropulsado más pesado que el aire. Esta afirmación es discutida, ya que los hermanos Wright habían conseguido realizar su primer vuelo el 17 de diciembre de 1903, tres años antes que Vuia. Sin embargo, los Wright emplearon una catapulta para lograr el despegue.
Nació en la localidad de Surducu Mic (actualmente conocida como Comuna Traian Vuia en su honor), en la región de Timiş, al oeste de Rumanía.
Comenzó sus investigaciones sobre el vuelo en la Universidad Politécnica de Bucarest, y después de graduarse diseñó su primera máquina voladora, que no pudo construir debido a problemas de financiación. Por ese motivo fue a París, donde Vuia pensaba que encontraría a alguien que se interesara por sus proyectos y se los financiara. Encontró a Victor Tatin, un conocido experto que construyó una máquina voladora en 1879, y que se interesó por los proyectos de Vuia, pero que le intentó persuadir de que no tenía nada que hacer, ya que su prototipo no tenía un motor adecuado y no era lo suficientemente estable.
Pero Vuia continuó confiando en su proyecto, y se decidió a dar a conocer sus intenciones a la Academia de las Ciencias de París, donde presentó su proyecto de una máquina voladora más pesada que el aire y su procedimiento de despegue. Pero la respuesta que recibió fue:

El problema del vuelo con una máquina más pesada que el aire no puede ser resuelto y no es más que un sueño.

Esa respuesta no logró desanimarle, y en 1903 logró la patente de su invento. Comenzó a construir su prototipo, encontrándose con muchas dificultades, sobre todo en lo relativo a la financiación, pero logró salir adelante, y ya en el otoño de 1904, comenzó a construir el motor del aparato, que también era un diseño suyo. Ese mismo año obtuvo la patente de su invento en el Reino Unido.
Su prototipo recibió el nombre de Traian Vuia 1, y era un aeroplano con una ala equipada en el plano superior del aparato. Estuvo completamente terminado en diciembre de 1905. En Montesson, cerca de París, se decidió a realizar sus primeras pruebas de vuelo. el 18 de marzo de 1906 se dispuso a realizar su primer despegue. Aceleró su aparato durante 50 metros, hasta que este consiguió alzar un vuelo alcanzando un metro de altura, y logró recorrer en el aire unos 12 metros, hasta que la hélice se paró y el aparato aterrizó sin incidencias.
Muchos periódicos de Francia, Estados Unidos y Reino Unido escribieron acerca del suceso, y se convirtió en lo que para mucha gente es el primer vuelo de un avión más pesado que el aire que despega sin ningún tipo de ayuda externa.
En agosto de 1906 construyó el Vuia I bis, otro modelo con el que realizó más experimentos. Al año siguiente, otro prototipo suyo, el Vuia II fue expuesto en el primer salón aeronáutico de París.
Entre 1918 y 1921 construyó dos helicópteros experimentales, contribuyendo al desarrollo de los despegues verticales. Otra gran invención de Vuia fue un generador de vapor que mediante combustión interna podía generar vapor con una presión muy alta, que todavía se emplea en estaciones térmicas de energía.
El 27 de mayo de 1946 fue nombrado miembro de honor de la Academia Rumana, y en su honor, el Aeropuerto Internacional Traian Vuia de Timisoara, que es el segundo aeropuerto más grande de Rumania, lleva su nombre.